# Vandmynte
Vandmynte (Mentha aquatica), ofte skrevet vand-mynte, er en 10-80 cm høj urt, der vokser i kær og ved vandløb. Alle overjordiske dele af planten dufter kraftigt af mentol, når man rører ved dem. Planten bruges derfor som krydderi.

## Beskrivelse
Vandmynte er en flerårig urt med en opstigende, svagt forgrenet vækst. Stænglerne er firkantede og hårede. Bladene sidder modsat, og de er stilkede, ægformede til elliptiske med savtakket rand. Både over- og underside er stærkt håret, og farven er grågrøn.
Blomstringen sker i juli-september, hvor man finder blomsterne siddende samlet i hovedformede, kransstillede stande ved bladhjørnerne og i skudspidserne. De enkelte blomster er uregelmæssige og 4-tallige med lysviolette kronblade. Frugterne er nødagtige spaltefrugter.
Rodnettet består af krybende, vandrette jordstængler og trævlede rødder. Planten danner desuden overjordiske udløbere.
Højde x bredde og årlig tilvækst: 0,40 x 0,25 m (40 x 25 cm/år), heri dog ikke medregnet rodskud fra jordstængler og udløbere.

## Voksested
Vandmynte er udbredt i det nordlige, østlige og sydlige Afrika, Mellemøsten, Lilleasien, Kaukasus og det meste af Europa. I Danmark er den almindelig overalt. Arten er knyttet til bredder langs søer og vandløb samt sumpområder. Den foretrækker et lysåbent voksested på våd bund med neutralt eller svagt surt pH og næringsrig jord.

## Anvendelse
Planten kan bruges som krydderi, til te, i kryddersnaps og inhalation (bladene) eller som salve (roden).